# 리그베다 위키
리그베다 위키(Rigveda Wiki)는 대한민국의 위키이다. 2007년부터 2012년 12월 12일까지는 엔젤하이로 위키(Angelhalo Wiki) 또는 준말인 엔하위키(Enhawiki)로 불렸다. 2015년 4월 25일 기준으로 등록된 문서 숫자는 27만을 넘는데, 이는 문서 수로 따지면 한국어 위키 중 한국어 위키낱말사전, 한국어 위키백과에 이은 세 번째 규모였다.

## 역사
2007년 초, '엔젤하이로'(Angelhalo)라는 커뮤니티 웹사이트 내에 새롭게 설치된 제로보드 기반 위키에서 시작했다. 2007년 3월 1일, 오위키 기반으로 변경하여 한국어 위키로 변모하였으며, 2008년 12월 12일부터는 다시 모니위키 기반으로 위키 엔진을 변경하였다.
2012년 3월 9일, 엔젤하이로 운영자인 '함장'이 사용자 '청동'에게 엔하위키를 양도함에 따라 엔하위키와 엔젤하이로는 완전히 분리되었다. 분리와 동시에 서버를 이전하면서 도메인이 '리그베다 위키'(Rigveda Wiki)로 바뀜에 따라 공식 이름도 함께 변경되었으나, 엔하위키라는 명칭도 통용되었다. 하지만 엔젤하이로가 또다른 엔하위키를 만들고, 2013년 5월에는 게시판도 완전히 분리되면서, 더 이상 '엔하위키'란 명칭은 리그베다 위키에서는 사용되지 않게 되었다. 하지만 엔하위키 미러는 이름을 바꾸지 않았기 때문에, 여전히 엔하위키라는 명칭이 혼용되고 있다.
그러나 2015년 4월 8일, 리그베다 위키 영리화 사태로 인해 위키의 정상적인 열람과 편집이 불가능할 정도로 파행이 일어났다. 또한 사이트 공격으로 인한 복합적인 사태로 인해 결국 2015년 4월 25일 서버가 다운되어 운영이 잠시 중단되었다.
2015년 4월 17일, 리그베다 위키 데이터베이스를 기반으로 하는 나무위키가 설립되었다.
이후, 리그베다 위키는 방치되었으며, 현재 패쇄된 상태이다.

## 특징
누구나 편집할 수 있는 열린 위키의 형태를 취하고 있다. 리그베다 위키는 공신력 있는 백과사전이 아니며 백과사전을 지향하고 있지도 않다. 위키백과에 비해 상대적으로 자유롭게 글 작성이 가능하며 편집자 개인의 주관적 서술이 가능해 만화, 애니메이션, 게임, 방송, 철도 등 하위 문화 관련 항목의 비중이 높다. 문서의 내용에 관한 문의 및 토론은 토론용 단일 게시판인 '리그베다 위키 게시판'이 있다.
리그베다 위키는 언론에 공지된 인물을 제외하고는 기타 특정 인물의 명예훼손과 분란을 일으키려는 위험 인물에 대해선 상대방이 관리자에게 이메일로 요청할 경우 관리자 권한으로 문서 삭제 및 수정이 가능함과 동시에 문서 작성의 금지(작성금지)를 설정할 수 있다.

## 비판
중립적 관점을 지향하는 한국어 위키백과와는 다르게 리그베다 위키는 주관적인 요소가 매우 강하다는 지적이 있다. 전문성과 근거가 없는 추측, 개인적인 주장, 뜬소문 등 주관적인 요소들을 분쟁이 될 만한 내용이지 않는 한은 어느 정도 선에서 허용하고 있어 부정확한 내용들도 포함되기 때문에 사실 확인이 매우 어려운 경우가 많다. 정확하지 않은 사실들이 너무 많이 올라와 모든 사실을 다 믿으면 안된다는 의견이 나올 정도다. 신문고성의 글이나 문서에 대해선 공식적으로 허용하지 않고 있지만, 실제로는 신문고성 글이나 문서가 자주 올라온다.
엔하위키는 '자기소개'에서 스스로를 오타쿠 관련 정보와 하찮고 쓸데없는 것으로 가득 찬 공간이라고 정의하고 있는 것처럼 '쓸데없는 곳'이라는 비판을 받는다. 그것은 하위 문화와 관련된 정보들만 그나마 신뢰할 만할 뿐, 유용할 듯한 정보는 출처 표기가 강제되지 않아 신뢰성에 의문이 제기되고 다른 곳과의 검증이 필요하기 때문이다. 출처 표기도 디시인사이드나 루리웹 등 개인적인 주관이 강한 커뮤니티 사이트 등이 대부분이다. 엔하위키에 시간을 과다하게 보내는 사람들을 엔하위키에 백수를 뜻하는 NEET를 합쳐 위키니트라고 부르기도 하며, 순수한 하위 문화적 요소들로 이루어져 아무런 목적도 가지고 있지 않을 뿐더러 출처도 없고 부정확하거나 글쓴이의 주관이 강하게 들어간 경우가 많아 비판을 받고 있다.
그리고 리그베다 위키에는 한동안 위키에 있는 문서의 제목을 바꿀 수 있는 기능인 문서 이동 기능이 활성화되어 있지 않아, 문서의 제목을 바꾸려면 기존 문서의 내용을 복사하고 다시 새 제목으로 옮겨서 만들어야 했기 때문에 그 문서를 특정한 한 사람이 전부 기여한 것처럼 되어서 저작권 로그 중 하나인 CCL의 저작자 표시를 침해하게 되는 등 문제점이 많았다.

## 사유화 논란
2015년 3월 8일, 리그베다 위키의 사용자 Egoiswerk가 영어 위키백과의 네버랜드 문서를 무단 도용, 번역하여 리그베다 위키에 게재한 사실이 알려졌다. 또한 이와 함께 여타 위키백과의 문서 역시 리그베다에 거의 동일하게 복제되고, 더불어 위키미디어 공용에 실린 다수의 사진이 역시 별다른 저작권 표기 없이 복사돼 결과적으로 리그베다 측이 위키미디어 프로젝트 저작물을 도용했다는 사실도 드러나게 되면서, 한국어 위키백과 사용자 몇몇이 해당 항목의 즉각적인 수정을 성토하게 됐다. 그 결과 리그베다 위키 운영진은 1차적으로 위키미디어 공용에서 인용된 사진들에 한해 저작권자 사항과 관련 라이선스 표기를 추가하고, 2015년 4월 4일에는 경기도 성남시에 위치한 서현역 일대에서 오프라인 간담회를 개최, 리그베다 위키 사용자들과 몇몇 한국어 위키백과 사용자들의 입장을 수렴했다. 이날 오프라인 모임에는 당시 리그베다 위키의 외부 담당자로 임명된 사채꾼이 관리자 청동을 대리하여 사용자들의 의견을 수렴했다.
4월 8일 사채꾼이 트위터에서의 불미스러운 트윗과 함께 리그베다의 "속살"을 공개한다면서 리그베다 위키가 엔하위키 미러에 20여가지의 이유를 들어 소송중이고 수익 또한 엔하위키 미러에 비하여 큰 적자를 기록하고 있다고 주장했다. 그러나 이 과정에서 리그베다 위키가 엔하위키 미러보다도 오히려 더 많은 광고를 통해 이익을 보고 있다는 주장이 제기되었고 일부 리그베다 사용자들은 관리자 청동에게 사업자등록번호와 약관을 공개할 것을 요구하였다. 이에 청동은 2012년 업태 출판, 영상, 방송통신 및 정보서비스업, 종목 온라인정보제공업에 따라 '리그베다위키'라는 이름으로 사업자등록을 한 사실을 밝혔다.
또한 리그베다 위키의 약관의 역사가 일반 사용자들이 열람할 수 없도록 막혀있다가 크롤링, 즉 사이트를 복제한 사용자가 발견한 약관 조항에 따르면, 리그베다 위키의 모든 저작물은 누구나 작성할 수 있으나, 그 저작물은 리그베다 위키의 소유며, 이미 작성과 함께 그 저작물은 위키에 귀속, 그 어느 사용자도 함부로 이용할 수 없다라고 하는 독소조항이 알려지면서 사용자들의 거센 비난을 받았다. 일부 사용자들은 기여 취소, 기여 삭제, 탈퇴 등을 통해 리그베다에 기여를 중단했으며, 미래창조과학부와 공정거래위원회에도 해당 사건이 접수되어 있다. 청동은 4월 15일에 법무법인과 협의한 자문서를 공개한다고 했으나, 23시 44분에서야 공개되었고, 이 자문서마저도 법무법인이 작성했다 하기엔 심각한 부실함, 법무법인의 공증 누락, 그리고 별달리 달라진 것 없는 약관 조항으로 인해 여전히 비판이 대상이 되고 있다.
4월 20일 <공감 버전업 프로젝트>진행 상황을 알리는 글에서 약관 개정 작업을 진행하고 있다고 알렸다. 하지만, 정작 중요한 저작권이나 상업화에 대한 언급은 없어 논란이 되고 있다.
5월 28일, 엔하위키 미러의 권리 침해에 대한 법원의 가처분 결정이 나왔다. 이에 따르면 엔하위키 미러가 "엔하위키"라는 리그베다 위키의 이전 명칭을 그대로 사용하면서 독자적인 내용 없이 리그베다 위키의 콘텐츠를 그대로 복사해 게시한 것은 부정경쟁행위에 해당한다. 그러나 저작권 침해의 경우 리그베다 위키 콘텐츠의 저작권은 콘텐츠를 작성한 불특정 다수의 사용자에게 있으며 리그베다 위키 약관의 저작권을 양도하는 부분은 사용자에게 대가를 지급하지 않았으므로 양도가 성립할 수 없다고 보았다.
6월 7일, 리그베다 위키 측에서 해명문 보관됨 2015-06-11 - 웨이백 머신이 개시되었다.

## 같이 보기
- 한국어 위키 목록
- 니코니코 대백과
- 나무위키